# Roquefort-la-Bédoule
Roquefort-la-Bédoule – miejscowość i gmina we Francji, w regionie Prowansja-Alpy-Lazurowe Wybrzeże, w departamencie Delta Rodanu.
Według danych na rok 1990 gminę zamieszkiwały 4162 osoby, a gęstość zaludnienia wynosiła 134 osoby/km² (wśród 963 gmin regionu Prowansja-Alpy-W. Lazurowe Roquefort-la-Bédoule plasuje się na 150. miejscu pod względem liczby ludności, natomiast pod względem powierzchni na miejscu 323.).